# Le Concert dans l'œuf
Le Concert dans l'œuf est une copie d'après une œuvre originale perdue du peintre primitif flamand Jérôme Bosch (v. 1450 – v. 1516). Huile sur toile de 108,5 × 126,5 cm, elle est réalisée vers 1561 ou plus tard. Le tableau est actuellement exposé au palais des Beaux-Arts de Lille. 

## Description et analyse de l’œuvre

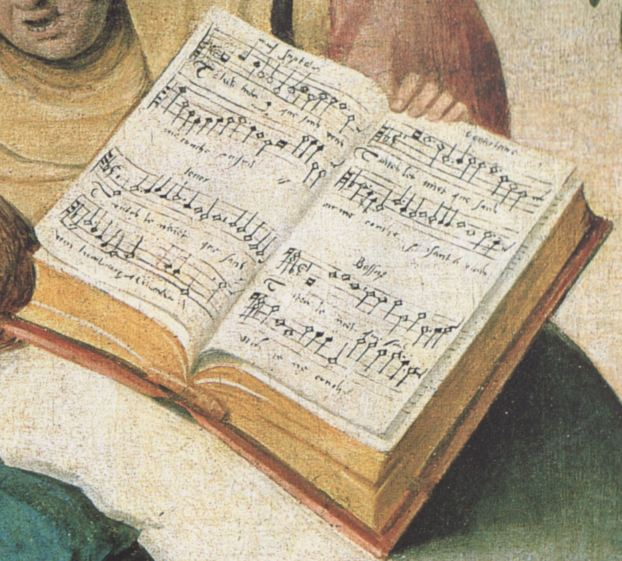
Détail de la partition : une chanson de Thomas Créquillon.

## Histoire de l’œuvre
Acquis en 1890 pour la somme de 400 francs auprès du marchand d'art parisien Morhange, par le musée des Beaux-Arts de Lille comme un original de Jérôme Bosch et publié comme tel dans le catalogue de 1893, Le Concert dans l’œuf est déchu de ce rang éminent dès l'entre-deux-guerres par l'historien d'art allemand Max Friedländer, suivi dans cette voie par Baldass peu après. On s'accorde dès lors à y voir le reflet d'un original perdu du maître de Bois-le-Duc. En outre la partition représentée, une chanson légère de Thomas Créquillon, maître de chapelle de Charles Quint à Bruxelles, a été publiée en 1549, soit 33 ans après la mort de Jérôme Bosch. Nous sommes donc en présence d'une œuvre de la seconde moitié du XVIe siècle. 

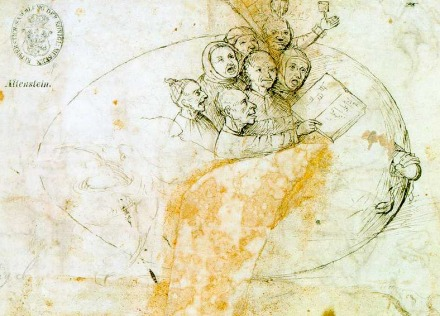
Étude préparatoire, encre marron sur papier, Kupferstichkabinett de Berlin.

Une autre copie, non localisée aujourd’hui, a parfois été considérée comme plus proche en date de l'original perdu. Enfin, un dessin du musée de Berlin a été généralement admis comme un projet de Bosch pour cette même composition. Josua Bruyn (de) dans le catalogue de l'exposition de 1967 vient jeter le doute sur une telle reconstruction, l'existence même d'un original de Bosch ne lui paraissant pas assurée. Gerd Unverfehrt lui emboîte le pas quelques années plus tard. Explorant dans son ensemble l’œuvre des suiveurs et imitateurs de Bosch, il peut constater à quel point ceux-ci prenaient parfois des libertés considérables par rapport à leur modèle. Plutôt que le reflet d'une œuvre disparue de Bosch, Le Concert dans l’œuf serait une libre variation d'un suiveur, inspirée de La Nef des fous du Musée du Louvre et augmentée de multiples emprunts à des tableaux connus, tel la petite scène de beuverie en bas à droite qui vient du Jardin des délices du musée du Prado de Madrid. Pour Gerd Unverfehrt, même le dessin de Berlin paraît l’œuvre d'un suiveur. Sans doute ne peut-on exclure aussi catégoriquement que Unverfehrt, l'existence d'un original disparu du Bosch : comme pour tous les peintres de cette époque, son œuvre conservée est trop fragmentaire pour se faire une idée bien tranchée de sa manière. Il faut cependant reconnaître avec lui que le copiste (ou l'imitateur) s'est octroyé une marge d'interprétation considérable et que les interpolations sont multiples. Les différences entre les trois versions sont d'ailleurs importantes. 
Jacques Foucart, qui situe l’œuvre vers la fin du XVIe siècle, avance le nom de Pieter Brueghel le Jeune. Affairé à copier et à diffuser les compositions de son père Pieter Brueghel l'Ancien, il semble s'être également intéressé à Bosch.

### Sources et bibliographie
- Roger Van Schoute et Monique Verboomen, Jérôme Bosch, Renaissance Du Livre, 2003, 234 p. (ISBN 9782804607289, lire en ligne), p. 40 et suivantes
- (en) Max Jakob Friedländer, Early Netherlandisch Painting, vol. V : Geertgen tot Sint Jans and Jerome Bosch, Leiden, A.W. Slijthof ; Bruxelles, La Connaissance, 1969
- (nl) A.M. Koldeweij, P. Vandenbroeck et B. Vermet, Jheronimus Bosch. Alle schilderijen en tekeningen, Rotterdam, Museum Boijmans Van Beuningen, NAi Uitgevers, 2001 (ISBN 90-5662-219-6)